# Gran estructura de piedra
Gran estructura de piedra (en hebreo: מבנה האבן הגדול Mivne haEven haGadol) es el nombre dado a un conjunto de restos que la arqueóloga israelí Eilat Mazar interpretó como parte de un único gran edificio público en la Ciudad de David, presumiblemente el núcleo de asentamiento más antiguo de Jerusalén. Mazar fechó provisionalmente los hallazgos entre los siglos X y IX antes de Cristo. Eligió este nombre particular para la supuesta estructura, debido a su proximidad con otro sitio conocido como la Estructura de piedra escalonada. La arqueóloga anunció el descubrimiento el 4 de agosto de 2005 y declaró que creía que podían ser los restos del palacio del rey David, tal y como se recoge en los libros de Samuel. La interpretación de los restos como los de un único edificio, la fecha sugerida y la asociación con el rey David han sido cuestionadas por otros arqueólogos de renombre. La excavación arqueológica fue financiada de forma privada por Roger Hertog, un banquero estadounidense.

## Descubrimiento
En 1997, Eilat Mazar, que buscaba el Palacio de David, se basó en una referencia del segundo libro de Samuel que habla del rey David bajando a la fortaleza después de haber sido ungido, 2 Samuel 5:17, para estimar dónde podría estar el lugar. Dado que la única zona de mayor elevación que el Ophel, la parte más antigua de Jerusalén, está justo al norte, empezó a excavar allí en febrero de 2005. A unos 2 m por debajo de la superficie, descubrió artefactos de la época bizantina de los siglos IV a VI, incluido un suelo de mosaico bien conservado. Debajo de ellos encontró objetos del periodo del Segundo Templo (516 a. C.-70 d. C.) y, por último, halló grandes cimientos de una importante estructura que, según ella, era el Palacio de David.

### Bullas delsigloVIIal VI a.C.
El primero de los dos notables hallazgos escritos en el lugar es una bulla (sello) de un funcionario del gobierno llamado Jehucal, hijo de Selemías, hijo de Shevi. Esta persona parece ser mencionada dos veces, en el Libro de Jeremías, por lo que es de suponer que vivió a finales del siglo VII o principios del VI a. C. —es decir, más o menos en la misma época que Jeremías—. La segunda bulla descubierta en este lugar es la de otro funcionario del gobierno, Gedaliah, hijo de Pashhur, de ese mismo período, que también parece ser nombrado en el Libro de Jeremías.

### Restos arquitectónicos

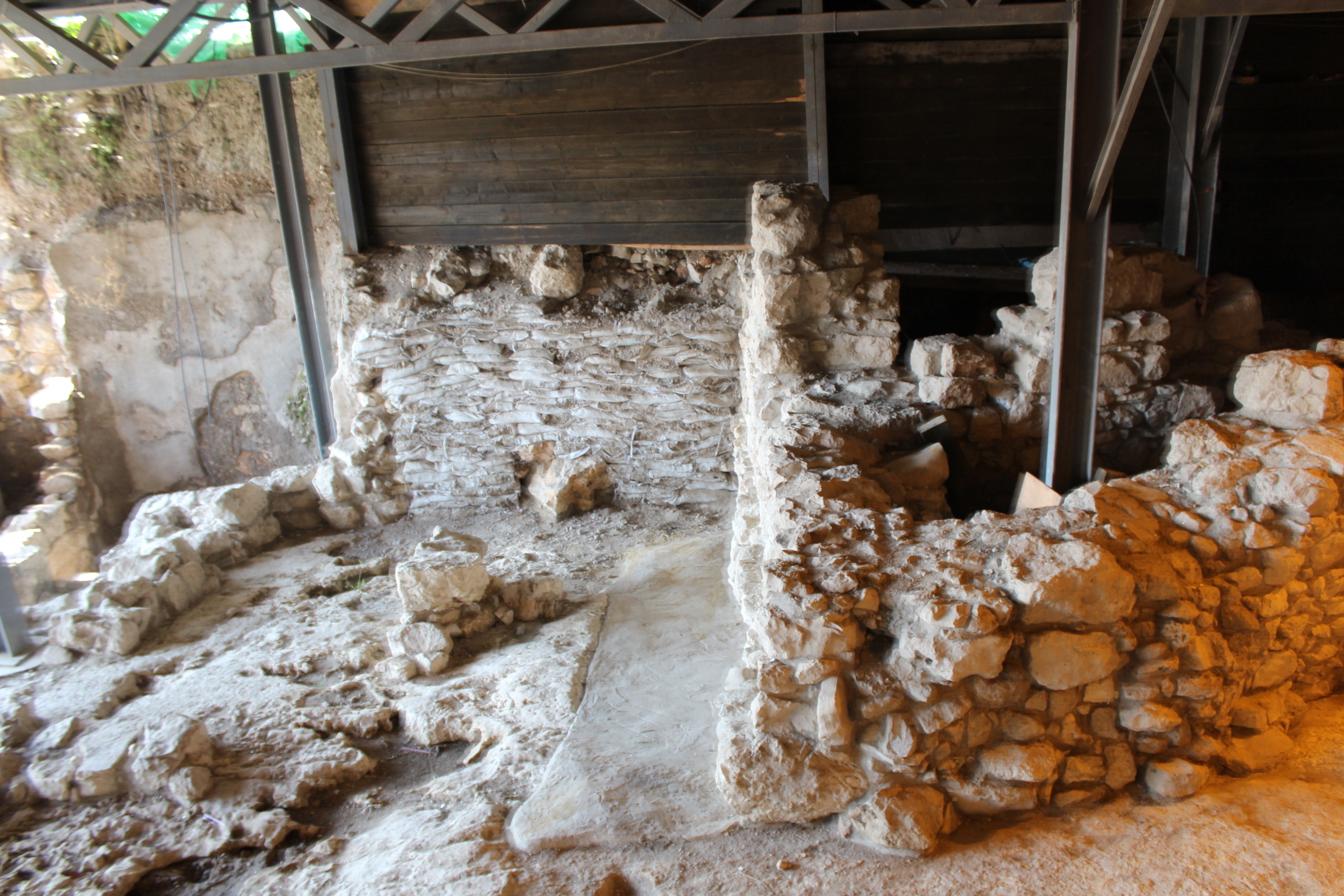
Restos de la Gran estructura de piedra.

En 2005, la excavación estaba en curso, con un progreso limitado por los actuales ocupantes del terreno sobre las ruinas. Según el New York Times:

Mazar sigue excavando, pero en este momento, tres familias viven en las casas donde más le gustaría explorar. Una familia es musulmana, otra cristiana y otra judía.

En febrero de 2007, en la segunda fase de la excavación, que se llevó a cabo en un terreno adyacente a la primera fase, reveló que el edificio era más grande de lo que Mazar había pensado anteriormente, incluyendo paredes de hasta 7 m de grosor, y demostró que algunas partes del edificio se relacionan con la famosa Estructura de piedra escalonada que fue descubierta y excavada en los años 20 y 80 del siglo XX.

### Artefactos
Los artefactos encontrados en la Gran estructura de piedra que apoyan una posible fecha del siglo X a. C., incluyen artículos de lujo importados, entre ellos dos incrustaciones de marfil de estilo fenicio, que en su día se fijaron a objetos de hierro. Objetos comparables encontrados en una tumba fenicia en Achziv sugieren que podrían haber decorado la empuñadura de una espada. Una cantidad de lujosos cuencos redondos y carenados con engobe rojo y bruñidos a mano apoyan tanto la fecha del siglo X a. C. como un estilo de vida sofisticado y urbano. Un hueso ha sido datado por radiocarbono por Elisabetta Boaretto en el Instituto Weizmann de Ciencias, mostrando una fecha probable entre el 1050 y el 780 a. C. Una gran sección de una «delicada y elegante» jarra negra sobre rojo, también encontrada en la estructura, es de un tipo datado en la segunda mitad del siglo X a. C.

## Estructura de piedra escalonada

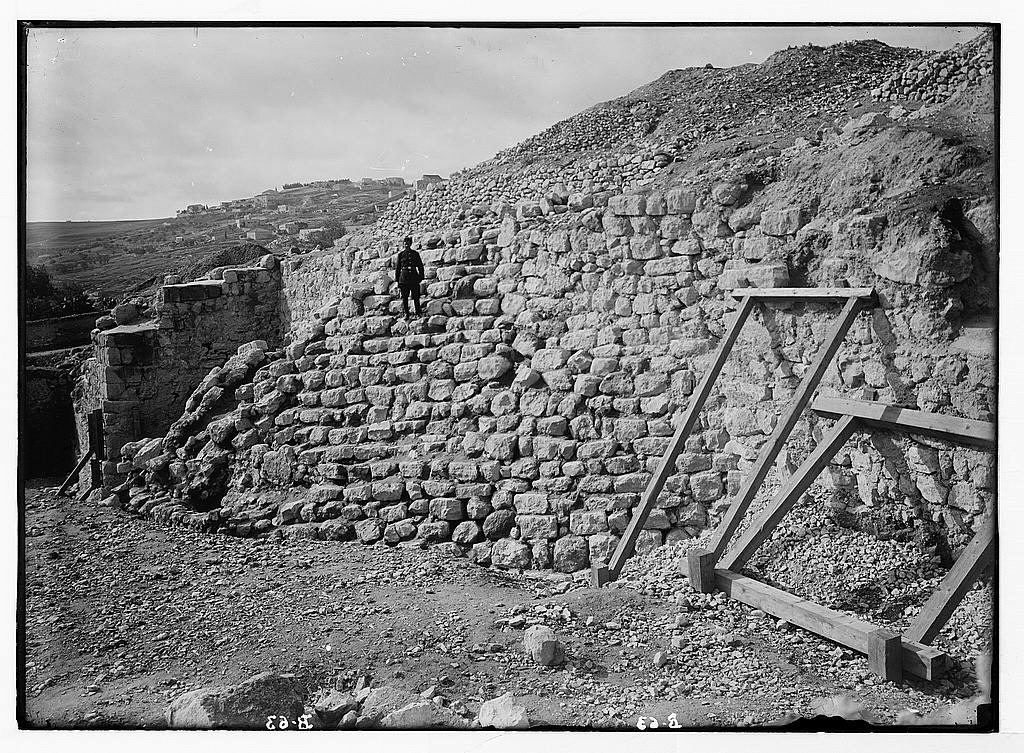
La Estructura de piedra escalonada. (1900-1920).

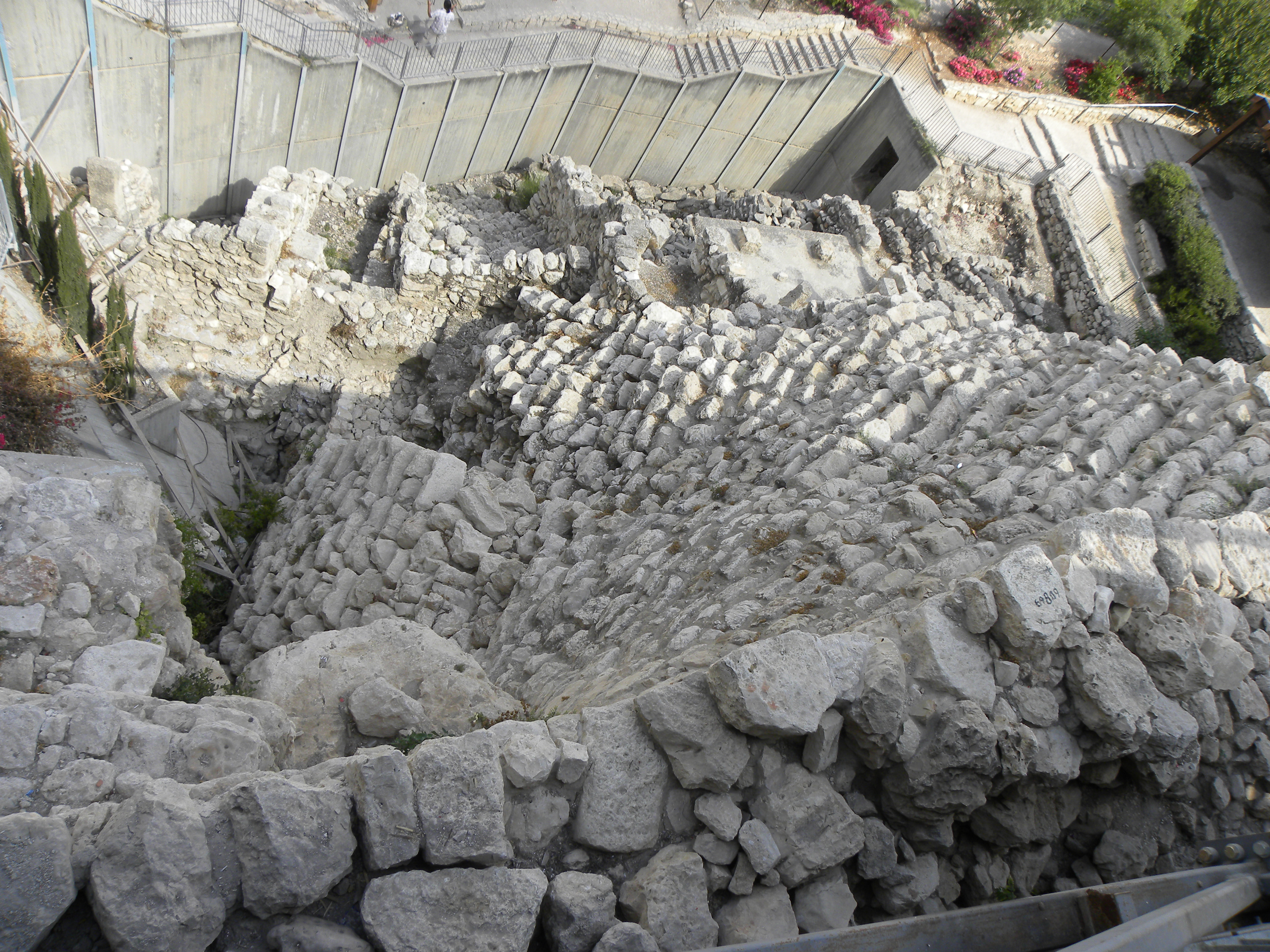
La llamada Estructura de piedra escalonada vista desde su parte superior. (2009).

La Estructura de piedra escalonada es el nombre dado a los restos de un yacimiento arqueológico —a veces denominado Área G— en el lado oriental de la Ciudad de David. Se trata de una estructura de piedra curvada, de 18 m de altura y estrecha, construida en forma de terrazas —de ahí su nombre—. Fue descubierta durante una serie de excavaciones realizadas por R. A. Stewart Macalister en la década de 1920, Kathleen Kenyon en la década de 1960 y Yigal Shiloh en la década de 1970-1980. Kathleen Kenyon fechó la estructura a principios de la Edad de Hierro II (1000-900 a. C.); Macalister creía que era de origen jebusita, por tanto de la Edad del Bronce. Macalister, el primero en excavar la estructura, calificó los restos que había encontrado como una rampa; otros estudiosos, tras los descubrimientos más recientes de Kenyon y Shiloh, han sugerido que podría tratarse de un muro de contención, o de una fortificación.
Israel Finkelstein y otros sostienen una opinión contraria y sugieren que la parte superior de la estructura, a diferencia de la inferior, no es de la Edad del Hierro, sino helenística (asmonea) o posterior.
Mazar creía, a partir de 2007, que la Estructura de piedra escalonada conectaba con la Gran estructura de piedra y la sostiene. Mazar presenta pruebas de que la Gran estructura de piedra fue un palacio real israelita en uso continuo desde el siglo X hasta el 586 a. C. Su conclusión de que la estructura de piedra escalonada y la gran estructura de piedra son partes de un único y enorme palacio real da sentido a la referencia bíblica al Millo como la Casa de Millo en II Reyes 12:21 y II Crónicas 24:25, que lo describe como el lugar donde el rey Joás de Judá fue asesinado en el 799 a. C. mientras dormía en su cama. Millo deriva de «relleno» (hebreo milui). La estructura de soporte de piedra escalonada está construida con rellenos.
En la Biblia se describe que el Millo fue construido por Salomón (1 Reyes 9:24) y reparado por Ezequías (2 Crónicas 32:4-5), sin dar una explicación de qué era exactamente el Millo. Sin embargo, se menciona como parte de la Ciudad de David (2 Samuel 5:9). En los libros de Samuel, Millo se menciona como límite de la construcción del rey David mientras construía la Ciudad de David tras la toma de Jerusalén a los jebuseos. La versión del rey Jacobo identifica Millo como, literalmente, «el vertedero», mientras que la Nueva Versión Internacional lo traduce como «terrazas de apoyo».
La reparación del Millo por parte de Ezequías se menciona dentro de una lista de reparaciones de fortificaciones militares, y varios eruditos suelen creer que se trataba de algo relacionado con la actividad militar, como una torre, una ciudadela o simplemente una parte importante de una muralla. Sin embargo, teniendo en cuenta que el término potencialmente cognado mulu, procedente del asirio, se refiere a movimientos de tierra, se considera más probable que se tratara de un terraplén que aplanaba la pendiente entre Ophel y el Monte del Templo.

## Interpretación
La excavación fue patrocinada por el Centro Shalem, una fundación creada en 1994 para promover el sionismo y la economía de mercado libre en Israel. Eilat Mazar es miembro de la Fundación.

### No se trata de un edificio, sino de diferentes periodos
En 2007, Israel Finkelstein, Ze'ev Herzog, David Ussishkin y Lily Singer-Avitz fueron coautores de un artículo para rebajar la datación asignada a la estructura dada por Eilat Mazar. Los coautores también sugirieron que los muros desenterrados por Mazar no pertenecen a un solo edificio, argumentando que los muros más sustanciales y regulares del oeste del yacimiento se alinean con una estructura rectangular más grande, que incluye partes superiores de la Estructura de piedra escalonada, y un baño ritual mikve que se cree que se utilizó en el periodo de la 
dinastía asmonea; mientras que lo que ellos consideran los restos irregulares más endebles del lado oriental del yacimiento deberían tratarse como una entidad separada. Los coautores argumentaron además que el planteamiento de Mazar era tendencioso. Sin embargo, el intento de recalificar el yacimiento y afirmar que las dos estructuras no formaban parte de la misma estructura recibió una respuesta detallada de Amihai Mazar. Coincidiendo con Mazar, Avraham Faust señaló que el artículo de Herzog se escribió antes de la publicación de todo el material de excavación y que su publicación completa fue suficiente para zanjar el debate a favor de la interpretación de Eilat Mazar sobre la datación del yacimiento. En 2005, Amihai Mazar sugirió que el yacimiento podría ser una fortaleza jebusita, la fortaleza de Sion que, según los libros de Samuel, fue conquistada por David.

### Estratigrafía y antigüedad
Eilat Mazar dató el yacimiento por los diferentes tipos de cerámica encontrados por encima y por debajo de los restos del edificio. Eilat Mazar ha datado la cerámica que se encuentra debajo de los cimientos en la Edad de Hierro I, y la que se encuentra encima en la Edad de Hierro II. Debido a la ley de superposición —la regla empírica que establece que, en general, las cosas más antiguas están más abajo—, esto implica, según Eilat Mazar, que los cimientos —y por tanto el edificio— se construyeron en algún momento entre la Edad del Hierro I y la Edad del Hierro II, aproximadamente entre los siglos XI y X a. C. Israel Finkelstein argumentó que la datación de la cerámica de Eilat Mazar es errónea, concluyendo que «todo lo que se puede decir con seguridad es que sus diversos elementos son posteriores a finales del Hierro I/principios del Hierro II y anteriores al periodo romano. Las pruebas circunstanciales parecen sugerir la datación de la mayoría de los elementos a finales del periodo helenístico». Sin embargo, Jodi Magness ha argumentado recientemente que la evidencia arqueológica indica que la Gran estructura de piedra fue construida inicialmente en el siglo XII a. C. (Edad del Hierro I) y que permaneció en uso hasta al menos principios del siglo IX a. C.

### Argumentos de Eilat Mazar
Mazar presenta los siguientes argumentos a favor de un palacio real israelita de principios del siglo X:
1. La enorme escala de la estructura y las distinciones físicas entre ella y otras estructuras contemporáneas.
2. Que fue erigido fuera de las murallas de la ciudad jebusea.
3. La cerámica y los pavimentos encontrados en la estructura y datados en el siglo X.
4. Que la última cerámica encontrada bajo la estructura es un conjunto «considerable y ricamente variado» fechado entre los siglos XII y XI a. C.
5. Tanto los tipos de cerámica como la datación por radiocarbono apuntan a una fecha en torno al año 1000 a. C.
6. La cerámica encontrada en la estructura escalonada adjunta también data su construcción del siglo X.
7. Dos incrustaciones de marfil de estilo fenicio y una jarra negra y roja importada de Chipre atestiguan una conexión fenicia, una fecha del siglo X y un estilo de vida lujoso.
8. Las bullas con nombres de funcionarios reales mencionados en la Biblia atestiguan que el uso real continuó hasta el año 586 a. C. e «ilustran» la fiabilidad de las fuentes bíblicas.[19]